# Diepolz (Immenstadt im Allgäu)

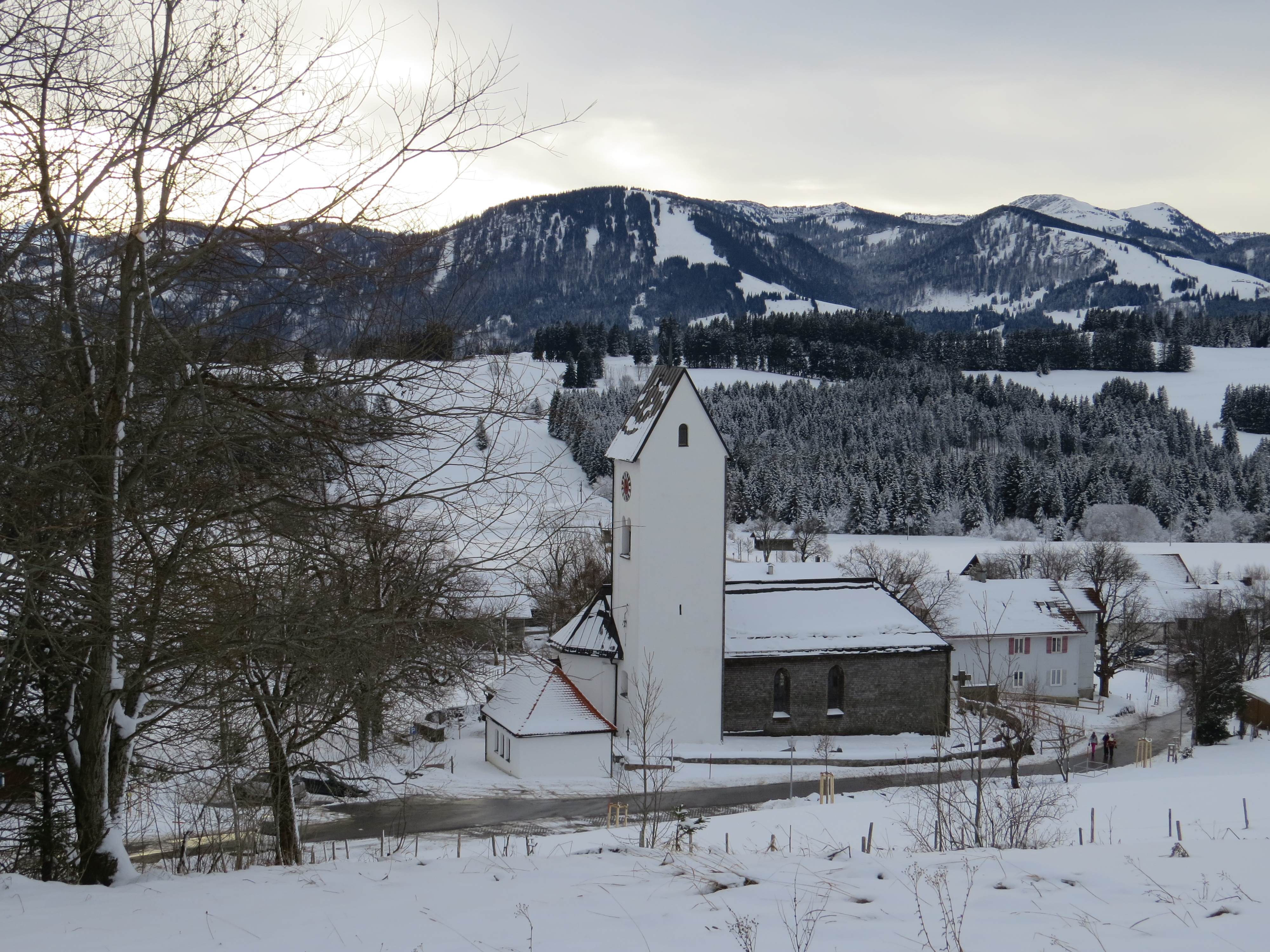
Diepolz im Winter

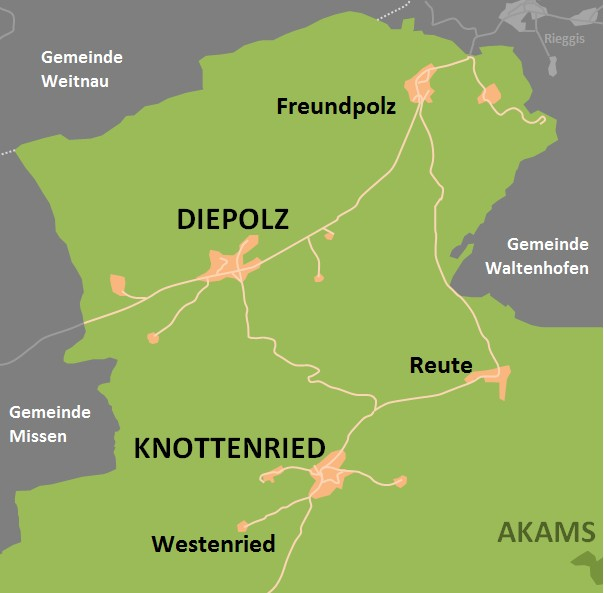
Der Ortsteil Knottenried-Diepolz

Diepolz ist ein über 1000 m ü. NHN hoch gelegenes Pfarrdorf der Stadt Immenstadt im Allgäu im bayerischen Landkreis Oberallgäu.

## Geographie
Die von etwa 879 m ü. NHN bis auf eine Höhe von 1244 m ü. NHN auf dem Hauchenberg reichende Gemarkung Diepolz liegt im Norden des Stadtgebietes in der sogenannten „Bergstätte“. Die Europäische Hauptwasserscheide zwischen den Einzugsgebieten des Rheins im Westen und der Donau im Osten durchzieht den Ort.

## Ehemalige Gemeinde Diepolz
Zur ehemaligen Gemeinde Diepolz gehörten die Ortsteile
- Diepolz (früher auch: Diepoltz)
- Knottenried (früher auch: Riet, Clottenried, Knottenunriet)
- Freundpolz (früher auch: Frundboltz, Frümboltz, Friuntboltz, Freindpoltz)
- Reute (früher auch: Ruoti, Rüti, Reite)

Ferner gehörten zur ehemaligen Gemeinde Diepolz noch die Einöden Oberstixner und Westenried.

## Geschichte
Bis 1806 war Diepolz Pfarrdorf in der Grafschaft Königsegg-Rothenfels. Nach dem Anschluss an Bayern gehörte Diepolz zum Landgericht Immenstadt, ab 1862 zum Bezirksamt und ab 1939 zum Landkreis Sonthofen.
Die politische Gemeinde Diepolz mit den Ortschaften, Diepolz, Knottenried, Freundpolz und Reute wurde am 1. Januar 1972 im Zuge der Gebietsreform zu einem Ortsteil der Stadt Immenstadt.

## Pfarrei Diepolz

### Kirchengeschichte
Erstmals urkundlich erwähnt wurde die Pfarrei Diepolz im Jahre 1275 in der Liber decimationis, dem Zehntbuch des Bistums Konstanz. Das Besetzungsrecht der Pfarrei Diepolz war ein Lehen des Stifts Kempten.
Nach wechselvoller Geschichte wird Diepolz seit Dezember 1960 vom Pfarrer aus Missen vikariert. Seit September 1998 wird die Pfarrei – wie auch Missen selbst – vom Pfarrer der Pfarreiengemeinschaft Stein betreut.

### Kirchen und Kapellen

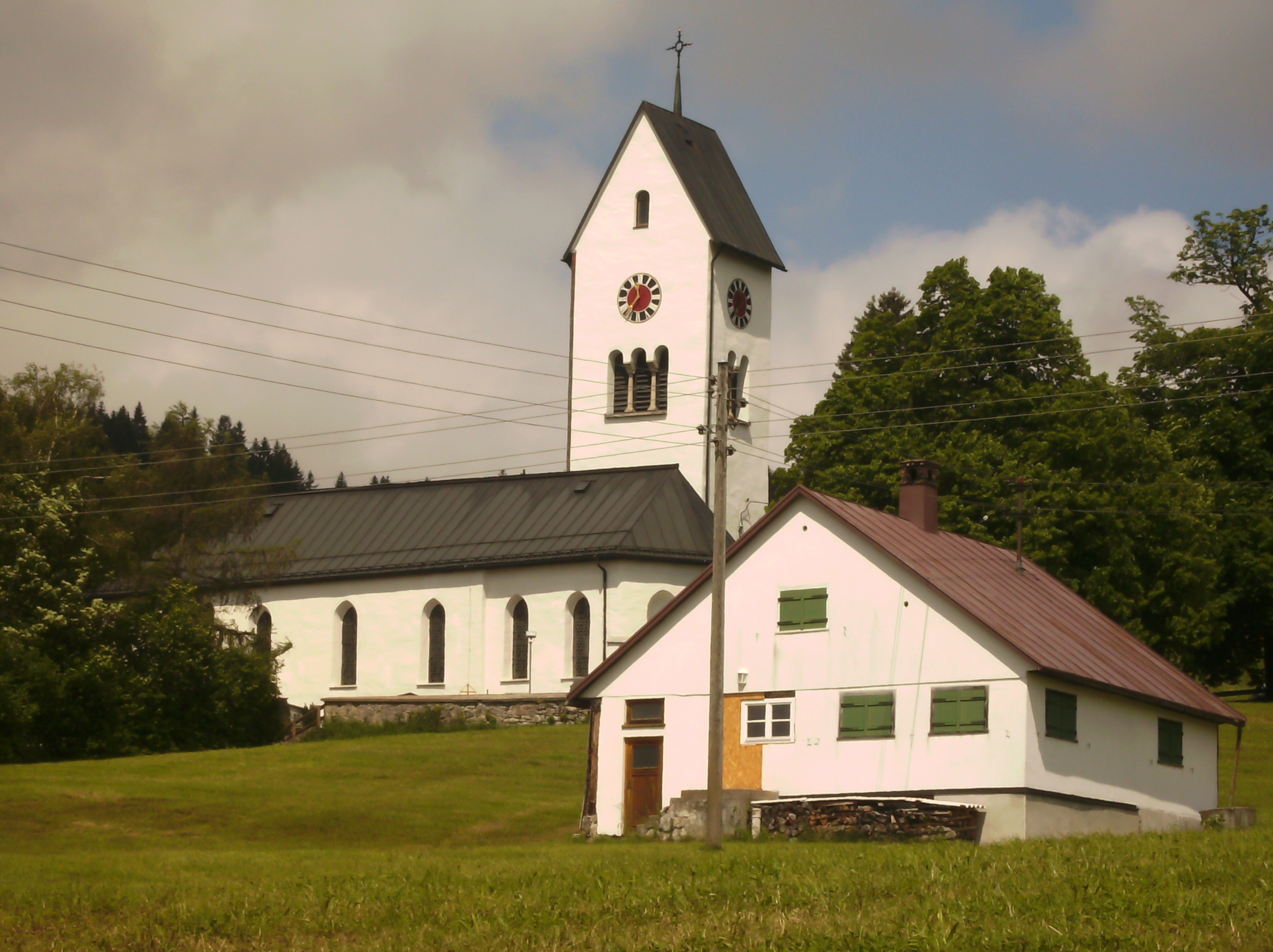
Diepolz, Sankt Blasius
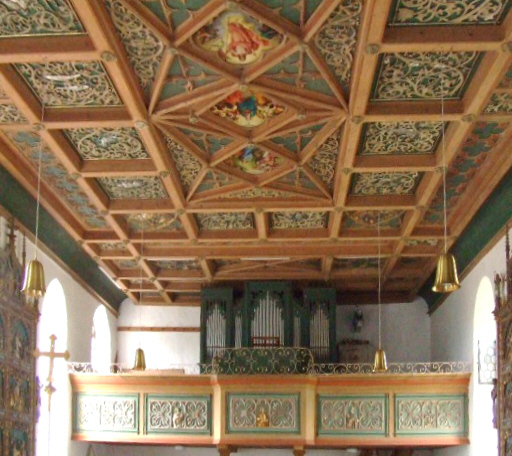
Sankt Blasius Decke
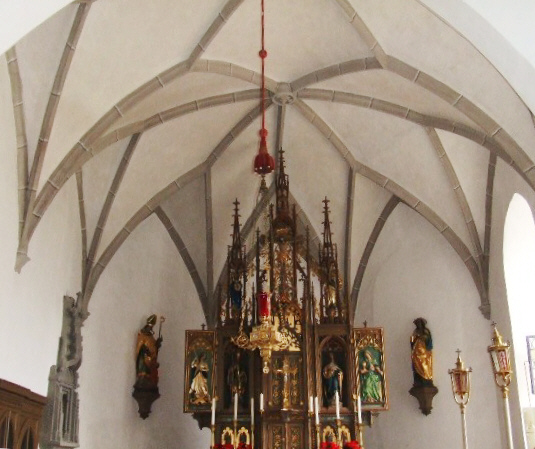
Sankt Blasius Chor
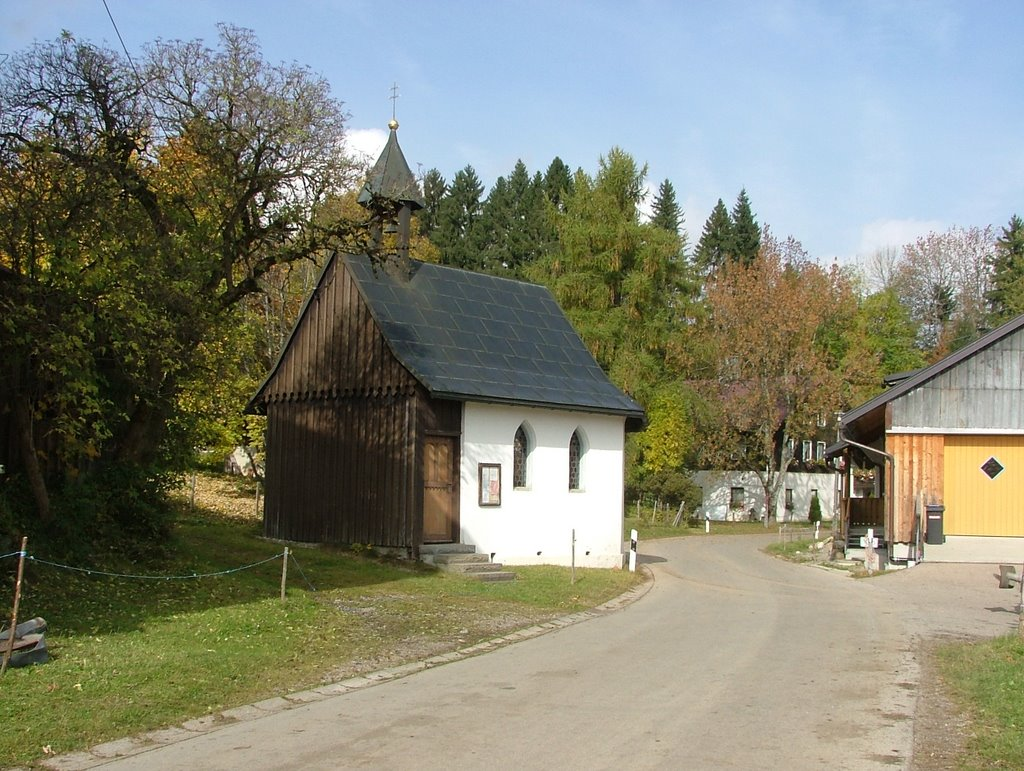
Freundpolz Josefskapelle

- Diepolz – Pfarrkirche St. Blasius: Ursprünglich eine gotische Kirche, von der noch der Turm erhalten ist. Die Kirche wurde 1513/17 neu erbaut. Durch die grundlegende Umgestaltung 1889/95 erhielt die inzwischen barockisierte Kirche eine neugotische Einrichtung. Die Orgel ist eine pneumatische Hindelang-Orgel aus dem Jahr 1907. Am Vierten Advent – 18. Dezember 2011 – benedicierte der Augsburger Weihbischof Anton Losinger den neuen Zelebrationsaltar, den ein anonymer Stifter der Pfarrei vermacht hat, nachdem er monatelang daran arbeitete.

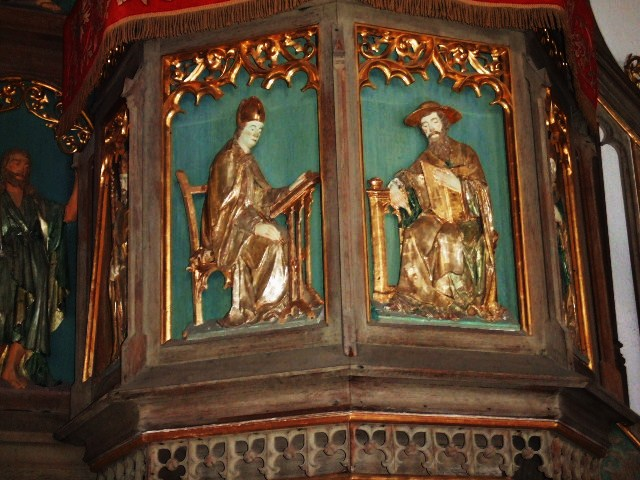
Sankt Blasius Kanzel

- Freundpolz – Josefskapelle: Die Kapelle wurde 1879 erbaut, sie beherbergt Figuren des Pestheiligen Sebastian und des Hl. Blasius.

## Sehenswürdigkeiten
Im Ortsteil Diepolz befindet sich das Allgäuer Bergbauernmuseum sowie das Loipenparadies Knottenried-Diepolz.

## Baudenkmäler
- Liste der Baudenkmäler in Diepolz